# Aeropuerto de Copacabana
El Aeropuerto de Copacabana es un aeropuerto boliviano ubicado en localidad de Copacabana, en el departamento de La Paz. Cuenta con una pista de 2,1 kilómetros de largo y 23 metros de ancho.

## Historia
El aeropuerto en la península de Copacabana en pleno lago Titicaca, fue habilitada la terminal en el año 1956 con capacidad para unas 70 personas. Al principio fue planeada y construida solamente para fines turísticos. Inicialmente se lo denominó con el nombre de "Aeropuerto Virgen de Copacabana". En 1958, en la gestión de los prefectos departamentales Max Mendoza López y Humberto del Villar, se hizo la entrega de la pista aérea de tierra del aeropuerto.

### Pista
El aeropuerto posee una pista es de casi 2100 metros de largo y 23 metros de ancho con 3,5 metros por cada lado. Debido a la longitud de corta pista, solamente pueden aterrizar y despegar pequeñas y medianas aeronaves pequeñas que no sobrepasen la capacidad de 19 pasajeros. El aeropuerto se encuentra situado a 149 kilómetros de la ciudad de La Paz y el tiempo de vuelo es de solo 15 minutos.   

### Vuelos
El aeropuerto se inauguró el 11 de julio de 2018. Su construcción costó 45,3 millones de bolivianos. Debido a su ubicación en el lago Titicaca, Copacabana es un importante centro de turismo boliviano. Esto se reforzará con la apertura del aeropuerto. El objetivo es ofrecer vuelos al aeropuerto de El Alto, ya que el viaje terrestre a La Paz lleva mucho tiempo porque no existe ningún puente que cruce el Estrecho de Tiquina y debe realizarse ese tramo en barco. También se consideran posibles futuros vuelos a ciudades peruanas.
El aeropuerto lleva el nombre de Francisco Tito Yupanqui, un descendiente de los incas, cristianizado por los españoles, que se hizo famoso por sus tallas de madera. Su obra más famosa es la Virgen de Copacabana, una estatua de María, que se encuentra en el Santuario de Copacabana y es venerada como la patrona del lago Titicaca.

### Remodelación
Debido a la constante insistencia de los pobladores y comunarios del lugar de querer abrir este aeropuerto para el turismo, el gobierno boliviano decidió entonces a partir del año 2017 comenzar a remodelar la infraestructura aérea. Finalmente el 11 de julio de 2018, el aeropuerto fue inaugurado por el Presidente de Bolivia Evo Morales Ayma.
Cabe mencionar que el costo económico total de dicha remodelación fue de unos Bs. 45,3 millones de bolivianos (USD 6,6 millones de dólares) y fue financiado completamente por el Tesoro General de la Nación (TGN). 
En el día de su inauguración se tuvo previsto que existiría por lo menos unos 3 vuelos semanales y que incluso se establecería conexiones aéreas entre las ciudades de Cusco, Puno y Juliaca.

### Abandono y Deterioro
Pero después de su inauguración, no hubo ningún vuelo más en el aeropuerto de Copacabana. Los pobladores del lugar acusan al gobierno boliviano de olvidarse de dicho aeropuerto al no realizar las respectivas gestiones para que las empresas aéreas lleguen con sus aeronaves al lugar. En cambio, las autoridades de la Navegación Aérea y Aeropuertos Bolivianos (NAABOL) señalaron que las aerolíneas privadas no están interesadas en operar en dicho aeropuerto debido a que el flujo turístico hacia Copacabana es muy bajo y no genera ganancias además las empresas aéreas mencionaron también de que una gran mayoría de la población que vive en el lugar prefieren realizar los viajes entre La Paz y Copacabana de manera terrestre y no aérea por lo que la operación en ese aeropuerto resulta inviable.